# Can Guanyabens
Can Guanyabens és un edifici del municipi de Mataró (Maresme) que forma part de l'Inventari del Patrimoni Arquitectònic de Catalunya.

## Descripció
Edifici de planta baixa, dues plantes pis i golfa. Presenta un portal i finestra amb reixa a la planta baixa i un balcó i finestra a les plantes superiors. Juntament amb la cornisa hi ha dos ulls de bou ovalats.

## Notícies històriques

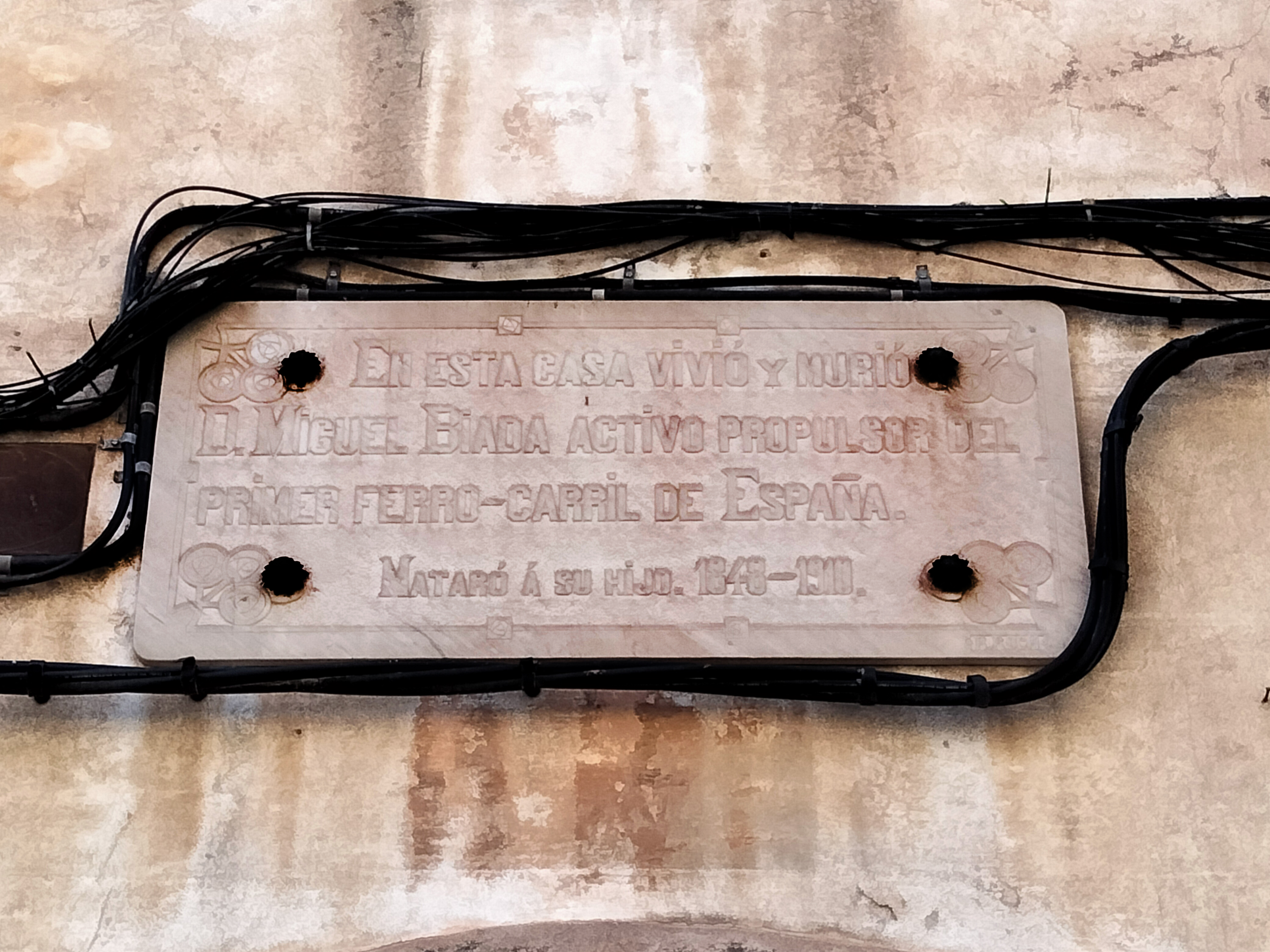
Placa commemorativa de Miquel Biada

A la façana i per sobre la finestra de la planta baixa hi ha una làpida commemorativa de Miquel Biada i Bunyol que diu: "En esta casa vivió y murió D. Miguel Biada, activo propulsor del primer ferro-carril de España. Mataró á su hijo. 1848-1910".